# 末永透瑛
末永 透瑛（すえなが とうあ、2005年10月13日 - ）は、山口県山口市出身のサッカー選手。Jリーグ・レノファ山口FC所属。ポジションはフォワード（FW）。

## 来歴
6歳の頃からサッカーを始め、レノファ山口FC育成組織の前身となるスクールに加入する。そのままレノファの育成組織に入り、2022年にはU-18のプリンスリーグ中国昇格に貢献。同年には2年生ながらトップチームに2種登録された。
2023年8月18日、翌シーズンからのトップチーム昇格と同年の2種登録が発表された。ユースからのトップチーム昇格は伊東稜晟、河野孝汰に続く3人目。
2024年3月13日に行われたJリーグYBCルヴァンカップ1回戦・松本山雅FC戦に途中出場し公式戦デビュー、その試合で得点を決め公式戦初得点となった。この年は高卒1年目ながら、公式戦は24試合1058分出場した。11月12日、J2月間ヤングプレーヤー賞を受賞した。

2024年12月に行なわれたU-19サッカー日本代表候補の国内合宿メンバーに選ばれたが、同合宿メンバーから選考されたAFC U-20アジアカップ2025の代表メンバーには選ばれなかった。

## 所属クラブ
- レノファ山口FC U-12
- レノファ山口FC U-15（野田学園中学校）
- レノファ山口FC U-18（野田学園高等学校）
- 2024年 -  レノファ山口FC

## 個人成績
| 国内大会個人成績 | 国内大会個人成績 | 国内大会個人成績 | 国内大会個人成績 | 国内大会個人成績 | 国内大会個人成績 | 国内大会個人成績 | 国内大会個人成績 | 国内大会個人成績 | 国内大会個人成績 | 国内大会個人成績 | 国内大会個人成績 |
| 年度             | クラブ           | 背番号           | リーグ           | リーグ戦         | リーグ戦         | リーグ杯         | リーグ杯         | オープン杯       | オープン杯       | 期間通算         | 期間通算         |
| 年度             | クラブ           | 背番号           | リーグ           | 出場             | 得点             | 出場             | 得点             | 出場             | 得点             | 出場             | 得点             |
| 日本             | 日本             | 日本             | 日本             | リーグ戦         | リーグ戦         | リーグ杯         | リーグ杯         | 天皇杯           | 天皇杯           | 期間通算         | 期間通算         |
| ---------------- | ---------------- | ---------------- | ---------------- | ---------------- | ---------------- | ---------------- | ---------------- | ---------------- | ---------------- | ---------------- | ---------------- |
| 2024             | 山口             | 38               | J2               | 19               | 3                | 1                | 1                | 4                | 1                | 24               | 5                |
| 2025             | 山口             | 38               | J2               |                  |                  |                  |                  |                  |                  |                  |                  |
| 通算             | 日本             | 日本             | J2               | 19               | 3                | 1                | 1                | 4                | 1                | 24               | 5                |
| 総通算           | 総通算           | 総通算           | 総通算           | 19               | 3                | 1                | 1                | 4                | 1                | 24               | 5                |

- 2022年（背番号46）・2023年（背番号42）は2種登録選手（いずれも公式戦出場機会無し）
- 公式戦初出場・初得点 - 2024年3月13日 JリーグYBCルヴァンカップ1回戦 vs松本山雅FC（サンプロ アルウィン）
- Jリーグ初出場 - 2024年3月17日 J2第4節 vsV・ファーレン長崎（維新みらいふスタジアム）
- Jリーグ初得点 - 2024年5月19日 J2第16節 vs藤枝MYFC （維新みらいふスタジアム）

## タイトル

### 個人
- J2月間ヤングプレーヤー賞（2024年10月）[6]